# Lauri Kinos
Lauri Kinos, född 29 juni 1980 i Jyväskylä, är en finländsk före detta professionell ishockeyspelare (back). Hans moderklubb är Diskos Jyväskylä.

## Extern länk
- Presentation och statistik för Lauri Kinos som spelare  på Elite Prospects.